# 花山院家厚
花山院 家厚（かさんのいん いえあつ）は、江戸時代後期の公卿。右大臣・花山院愛徳の子。官位は従一位・右大臣。花山院家30代当主。

## 経歴
寛政4年（1792年）に叙爵。以降、侍従・右近衛権少将を経て、寛政10年（1798年）に従三位右近衛権中将となり、公卿に列する。その後も踏歌節会外弁や権中納言を経て、文化6年（1809年）恵仁親王（のちの仁孝天皇）の立太子に伴い、その春宮権大夫となる。文化11年（1814年）権大納言に任じられる。文化14年（1817年）、皇太子恵仁親王の即位に伴い、春宮権大夫を辞職の上、譲位して院政を開始した光格上皇の院執権に転じた。
天保5年（1834年）右近衛大将・右馬寮御監に任じられる。弘化4年（1847年）には内大臣に任じられる。しかし同年任職を辞した。嘉永元年（1848年）には従一位を授与され、安政6年（1859年）には右大臣に任じられ、同年踏歌節会内弁を務めた。文久2年（1862年）に右大臣を辞した。
絵画にも造詣が深く、狩野派の絵画をよく描いたという。

## 系譜
- 父：花山院愛徳
- 母：蜂須賀静子 - 八重、蜂須賀重隆の娘
- 妻：不詳
  - 男子：花山院家威 - 右近衛少将、室は小笠原貞謙娘
  - 男子：花山院家正 - 侍従
  - 男子：花山院家理 - (1839-?) 正三位左近衛権中将、八十八卿の一人
  - 長女：梅 - 飛鳥井雅典室。藤枝雅之生母